# Eșafod

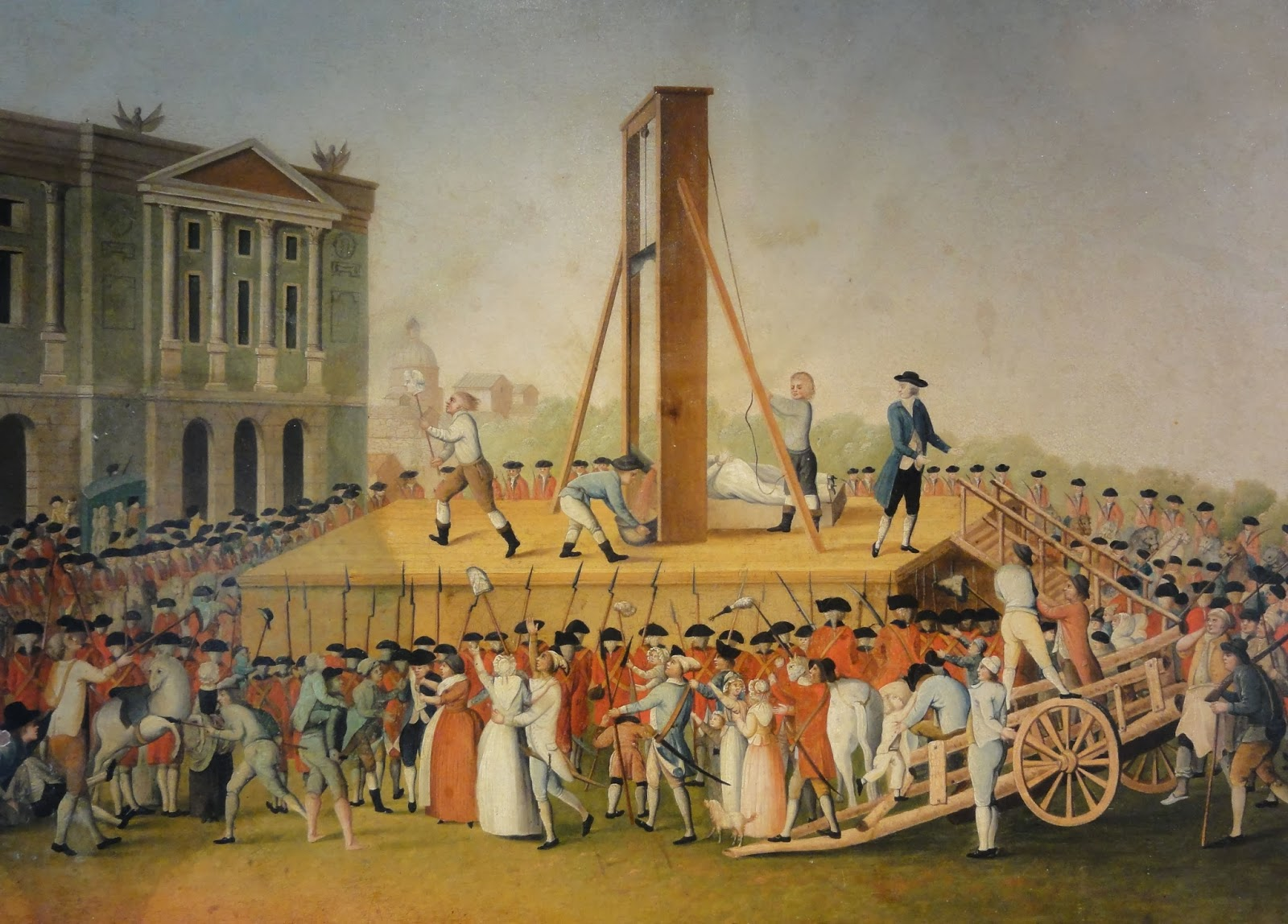
Ghilotinarea Mariei Antoaneta pe eșafod (1793)

Eșafodul (din franceză échafaud, în engleză Scaffold, în germană Schafott) este scena amenajată pentru ca o execuție publică să poată fi urmărită de cât mai mulți spectatori. În timpul Revoluției franceze instrumentul predilect de execuție pe eșafod a fost ghilotina.